# Birmingham (Pennsilvània)
Birmingham és una població dels Estats Units a l'estat de Pennsilvània. Segons el cens del 2000 tenia 91 habitants.

## Demografia
Segons el cens del 2000, Birmingham tenia 91 habitants, 39 habitatges, i 24 famílies. La densitat de població era de 585,6 habitants per quilòmetre quadrat.
Dels 39 habitatges en un 20,5% hi vivien nens de menys de 18 anys, en un 51,3% hi vivien parelles casades, en un 10,3% dones solteres, i en un 35,9% no eren unitats familiars. En el 33,3% dels habitatges hi vivien persones soles el 17,9% de les quals corresponia a persones de 65 anys o més que vivien soles. El nombre mitjà de persones vivint en cada habitatge era de 2,33 i el nombre mitjà de persones que vivien en cada família era de 2,92.
Per edats la població es repartia de la següent manera: un 20,9% tenia menys de 18 anys, un 5,5% entre 18 i 24, un 29,7% entre 25 i 44, un 24,2% de 45 a 60 i un 19,8% 65 anys o més.
L'edat mediana era de 40 anys. Per cada 100 dones de 18 o més anys hi havia 94,6 homes.
La renda mediana per habitatge era de 30.000 $ i la renda mediana per família de 30.625 $. Els homes tenien una renda mediana de 25.938 $ mentre que les dones 27.679 $. La renda per capita de la població era de 17.964 $. Cap de les famílies estaven per davall del llindar de pobresa.

## Poblacions més properes
El següent diagrama mostra les poblacions més properes.